# Santa Eugènia de Vedrinyans
Santa Eugènia de Vedrinyans és l'església, sufragània de Santa Eugènia de Sallagosa, del vilatge de Vedrinyans, actualment pertanyent a la comuna de Sallagosa, a l'Alta Cerdanya, de la Catalunya del Nord. És a l'extrem nord-occidental del poblet, al capdamunt del poblet, on s'acaba la carretera que prové de Sallagosa.